# Coheed and Cambria
Coheed and Cambria (також Coheed & Cambria — американський гурт у жанрі прогресивний рок із міста Наяк, Нью-Йорк, заснований у 1995 році. До складу гурту входять Клаудіо Санчес (вокал, гітара, клавішні), Тревіс Стівер (гітара, вокал), Джош Еппард (ударні, клавішні, бек-вокал) і Зак Купер (бас, бек-вокал). Музика гурту включає аспекти прогресивного року, попмузики, хеві-металу та постхардкору.
Усі альбоми Coheed and Cambria, за винятком The Color Before the Sun 2015 року, є концептуальними альбомами, заснованими на науково-фантастичній сюжетній лінії під назвою «The Amory Wars», серії, написаної Клаудіо Санчесом, яка була переписана у серію коміксів, а також у повнометражний роман. Гурт випустив десять студійних альбомів, три концертних альбоми та кілька спеціальних видань. Шість їхніх альбомів потрапили в десятку найкращих за версією Billboard. Десятий студійний альбом гурту Vaxis – Act II: A Window of the Waking Mind вийшов у 2022 році.

## Історія

### Заснування та Shabütie (1995–2001)
У березні 1995 року, після розпаду гурту Клаудіо Санчеса та Тревіса Стівера під назвою Toxic Parents, вони разом із Нейтом Келлі створили гурт Beautiful Loser. У гурті були Стівер на вокалі та гітарі, Санчес на гітарі, Келлі на барабанах і Джон Карлео на басі. Гурт проіснував недовго, розпавшись у червні 1995 року після сварки через гроші на пальне. Стівер покинув гурт, і тріо, що утворилося, отримало назву Shabütie, слово, взяте з співів африканських племен, що означає «гола здобич» у фільмі «Гола здобич».
Гурт провів майже рік, експериментуючи з безліччю різних музичних стилів, включаючи панк-рок, інді-рок, акустичний рок, фанк і хеві-метал. Коли Карлео покинув гурт в серпні 1996 року, Келлі залучив Майкла Тодда на його місце. Тодд, який був переважно гітаристом, грав на басі спеціально для Shabütie. Як Shabütie, гурт написав десятки пісень і випустив перше студійне демо Plan to Take Over the World у 1999 році. Гурт також випустив The Penelope EP у 1999 році, невдовзі після чого Стівер знову приєднався до гурту.
Келлі покинув гурт під час виступу в кінці 1999 року. Його замінив Джош Еппард (тоді барабанщик гурту 3 свого брата Джоуї Еппарда). Гурт випустив Delirium Trigger у 2000 році, де Келлі все ще грав на барабанах, але з Еппардом у лінґер-нотах.

### The Amory Wars,The Second Stage Turbine BladeтаIn Keeping Secrets of Silent Earth: 3(2001–2004)

«The Keywork», часто використовуваний логотип гурту, символізує потік енергії між планетами у вигаданому всесвіті Coheed and Cambria.

Кілька пісень, які з’явилися на Delirium Trigger, були адаптовані до серії науково-фантастичних коміксів Клаудіо Санчеса під назвою The Bag.On.Line Adventures, яка пізніше була перейменована на The Amory Wars. Спочатку сайд-проєкт Санчеса виник під час поїздки до Парижа в 1998 році, де учасники гурту вирішили перейменуватися на Coheed and Cambria на честь двох головних героїв оповідання, і прийняли концептуальну історію як тему, що об'єднала б їхні майбутні альбоми. Цей побічний проєкт також створив офіційний логотип Coheed, «The Keywork», символ планетарного вирівнювання всесвіту Amory Wars.
У лютому 2002 року гурт випустив перший студійний альбом The Second Stage Turbine Blade після підписання контракту з Equal Vision Records. Під впливом пост-хардкор-гурту At The Drive In перший реліз гурту також містив запрошення Доктора Ноу з хардкор-панк-гурту Bad Brains, а також перероблені «Delirium Trigger», «33», і «Junesong Provision» з EP Delirium Trigger. Гурт також випустив перший сингл і кліп «Devil in Jersey City». Зрештою гурт відіграв кілька турів у Сполучених Штатах і Японії, а також коротко взяв участь у турі Vans Warped Tour 2002 року. У серпні 2002 року Coheed and Cambria почали працювати з менеджером Blaze James.
Після тривалих турне з гуртами Breaking Pangea, Linkin Park, The Used і Slipknot, у жовтні 2003 року гурт випустив  другий студійний альбом In Keeping Secrets of Silent Earth: 3, також на Equal Vision Records. Представивши сингли «A Favor House Atlantic» і «Blood Red Summer» і відповідні відео, які отримали ефір на MTV, гурт доповнив реліз гастролями з різними виконавцями як-от Thursday, Thrice, AFI та Rainer Maria. Coheed and Cambria також вдруге виступили на Warped Tour і дали додаткові концерти у Європі. Альбом посів 52 місце в чартах Billboard і отримав золотий сертифікат RIAA.

### Good Apollo, I'm Burning Star IV(2004–2006)

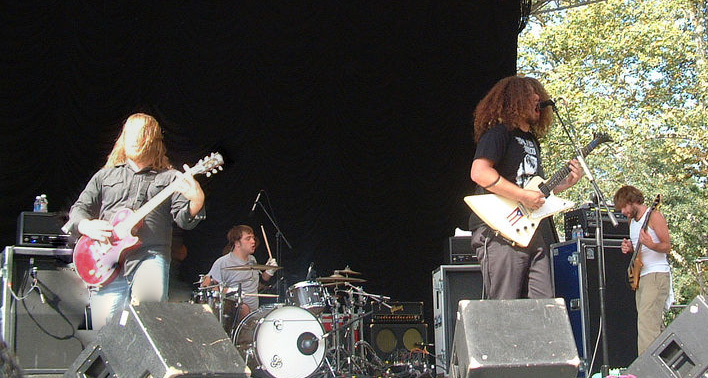
Coheed and Cambria виступають наживо у 2005 році

Гурт також підтримав реліз, знявши концерт у серпні 2004 року в Starland Ballroom у Нью-Джерсі. Виступ було перетворено на перший концертний DVD гурту «Live at the Starland Ballroom», який вийшов у березні 2005 року.
Успіх In Keeping Secrets of Silent Earth: 3 привернув увагу звукозаписного лейбла Columbia Records, з яким вони підписали контракт на кілька альбомів. Гурт припинив гастролі для запису третього студійного альбому та першого релізу на мейджор-лейблі Good Apollo, I'm Burning Star IV, Volume One: From Fear Through the Eyes of Madness на початку 2005 року для випуску у вересні 2005 року.
Їхній найбільш комерційно успішний альбом Good Apollo Volume One розійшовся тиражем майже 1 мільйон примірників і посів 7 місце в чартах Billboard. Альбом являє собою відхід від їх попереднього мелодійного постхардкор-року в бік прогресивного рок-звучання. Сингл «Welcome Home» був описаний Джоном А. Генсоном як «метал-мелодія під сильним впливом Led Zeppelin». Гурт підтримав альбом американськими та європейськими турами, які супроводжували гурти The Blood Brothers, Circa Survive, Dredg, Head Automatica та Avenged Sevenfold. Кульмінацією турів став випуск ексклюзивного мініальбому Kerrang! /XFM UK Acoustic Sessions та другого концертного DVD The Last Supper: Live at Hammerstein Ballroom.

### Зміни у складі таNo World for Tomorrow(2006–2009)
У жовтні 2006 року Клаудіо Санчес випустив альбом з його сайд-проєкту The Prize Fighter Inferno під назвою My Brother's Blood Machine. Як і альбоми Coheed and Cambria, це був концептуальний альбом, пов’язаний з Coheed and Cambria через персонажа, який з’являється в обох історіях: Джессі, «The Prize Fighter Inferno». Альбом мав стати приквелом до альбомів Coheed and Cambria. Клаудіо каже: «Коли нас називали Shabütie, початковою ідеєю для Coheed and Cambria було створення акустичного/електронного сайд-проєкту. Тож я вважаю, що The Prize Fighter Inferno — це свого роду оригінальна ідея для Coheed and Cambria».
На початку листопада 2006 року Джош Еппард і Майкл Тодд покинули гурт з особистих причин, що змусило Метта Вільямса і барабанщика Майкла Петрака, тимчасово заповнити ритм-секцію гурту для кількох концертів. У квітні 2007 року басист Майкл Тодд знову приєднався до Coheed and Cambria, і гурт увійшов в студію в Лос-Анджелесі з новим продюсером Ніком Раскулінечем. У червні наступного року Кріс Пенні, колишній учасник Dillinger Escape Plan, приєднався до Coheed and Cambria як барабанщик, але через контрактні обмеження з його попереднім звукозаписним лейблом Пенні не з'явився на четвертому релізі гурту. Натомість барабанщик Foo Fighters Тейлор Гокінс записав барабани, використовуючи кілька ідей, які Пенні раніше висловив в листуванні з Санчесом.

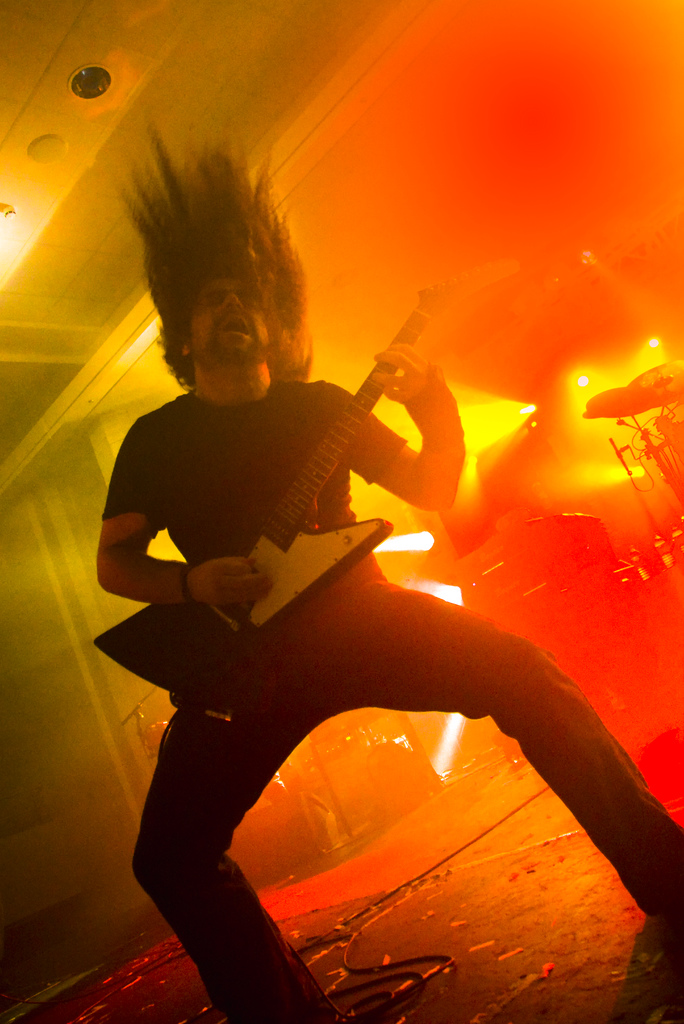
Клаудіо Санчес під час туру Kerrang! 2008

Четвертий студійний альбом гурту та другий реліз із Columbia Records, Good Apollo, I'm Burning Star IV, Volume Two: No World for Tomorrow, вийшов у жовтні 2007 року, дебютувавши під номером 6 у чартах Billboard. Перший сингл альбому «The Running Free» вийшов на радіо в серпні 2007 року. Другим синглом став «Feathers» з відео за участі Реною Ріффел. Гурт продовжував гастролювати, виступаючи хедлайнерами у частинах Warped Tour 2007, турі за підтримки Clutch і The Fall of Troy, і грав на розігріві в рамках туру Linkin Park 25 містами США, що призвело до скасування виступів Coheed and Cambria на фестивалі Soundwave в Австралії. На додаток до повернення Тодда на басі та нового барабанщика Пенні, гурт також найняв гастролюючого клавішника та бек-вокалістів для виступів наживо.
У листопаді 2007 року їхня пісня «Welcome Home» увійшла до саундтреку гри Rock Band , а кавер на їхню пісню «Ten Speed (of God's Blood &amp; Burial)» пізніше став доступним для завантаження для Rock Band. У 2009 році ще дві пісні були доступні для завантаження, «The Running Free» і «A Favor House Atlantic», для відеоігри Rock Band, до яких в 2010 році доєдналися пісні «Guns of Summer», «Here We Are Juggernaut» і «The Broken».
У січні 2008 року гурт підготував чотиримісячне світове турне. Пізніше вони виступили хедлайнерами музичного фестивалю The Bamboozle 2008.
Гурт став хедлайнером туру Kerrang! у Великій Британії, де  виконав і записав кавер на пісню «The Trooper» гурту Iron Maiden, яка увійшла до триб'ют альбому Iron Maiden на Kerrang! під назвою Maiden Heaven, який вийшов 16 липня. Вони отримали номінації як найкращий міжнародний гурт і за найкраще музичне відео (для Feathers) на Kerrang! Awards 2008.
У жовтні та листопаді 2008 року гурт грав на Neverender, чотиривечорній серії концертів, під час яких гурт грав по одному альбому на ніч. Захід пройшов у Нью-Йорку, Чикаго, Лос-Анджелесі та Лондоні на початку грудня. Neverender: Children of The Fence Edition, CD/DVD-бокс-сет із їхнім виступом Neverender, вийшов 24 березня 2009 року.
Coheed and Cambria гастролювали майже весь початок 2009 року. У період з січня по березень вони гастролювали разом із Slipknot і Trivium під час туру All Hope Is Gone, хедлайнером якого був Slipknot. У серпні 2009 року Coheed and Cambria вирушили в тур на підтримку Heaven & Hell під час свого туру на підтримку The Devil You Know. 16 вересня 2009 року вони виступили на ярмарку Puyallup разом із Brand New і Jaguar Love. У жовтні вони виступили на музичному фестивалі Austin City Limits в Остіні, штат Техас. Вони також виступали на фестивалі Wacken Open Air, у британській частині туру Sonisphere Festival і на фестивалі Lollapalooza в Чикаго.

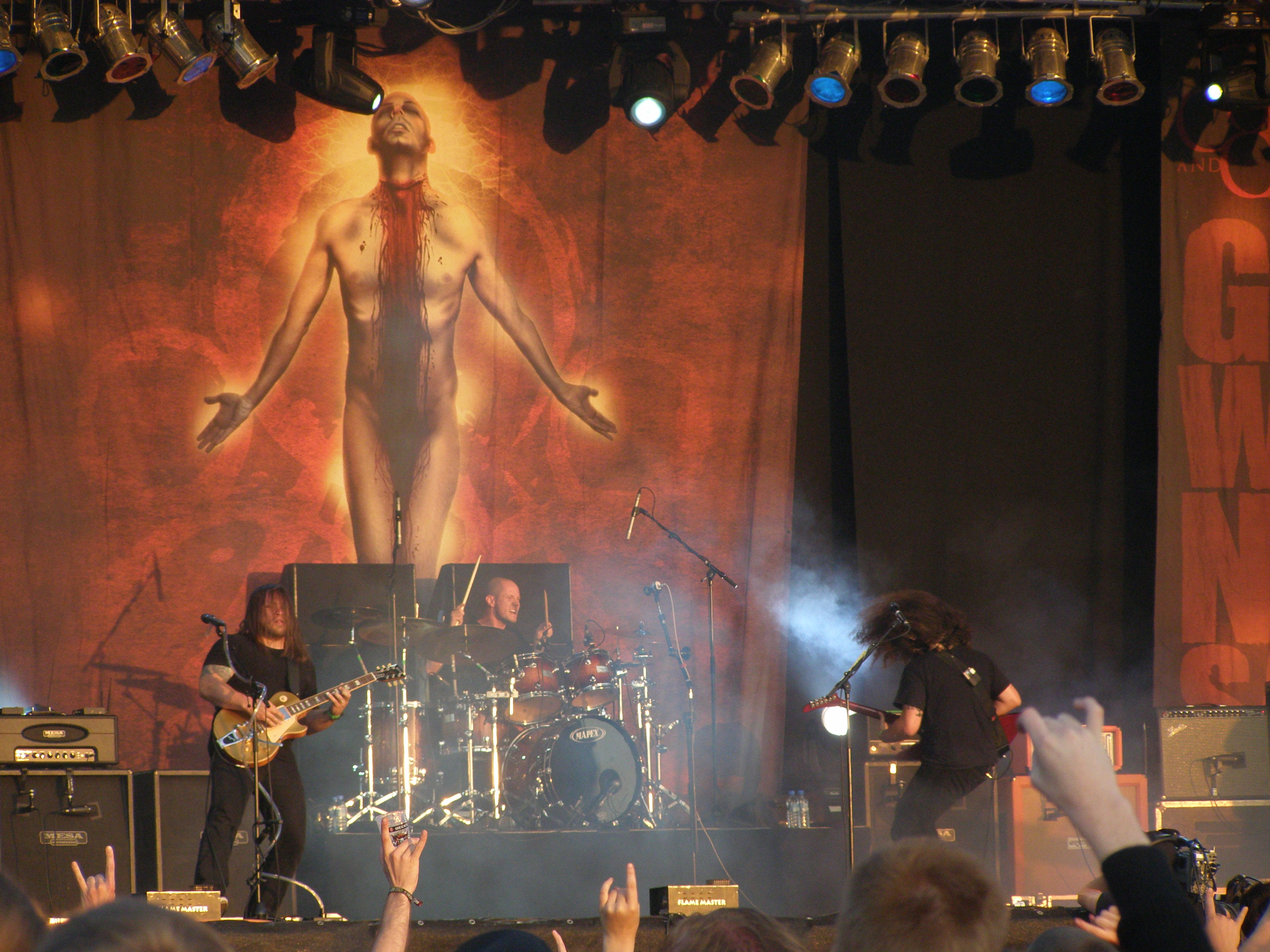
Coheed and Cambria виступають наживо в 2009 році

У 2009 році Coheed and Cambria завершили запис п'ятого студійного альбому Year of the Black Rainbow. Це приквел до їхньої концептуальної історії, події, що відбуваються до The Second Stage Turbine Blade. До альбому був випущений роман, написаний спільно Санчесом і Пітером Девідом. Альбом вийшов 13 квітня 2010 року як у стандартному, спеціальному для iTunes, так і в розкішному виданні (делюкс-видання включало роман «Рік чорної веселки» та спеціальну «чорну картку» року Year of the Black Rainbow, яка надавала власнику ранній доступ до деяких шоу Coheed. Концепція спеціальної картки з цим привілеєм буде перенесена в майбутні альбомні релізи). У 2010 році гурт виступав на британському рок-фестивалі Download разом із A Day to Remember і Bullet for my Valentine.
«The Broken», «Guns of Summer» і «Here We Are Juggernaut» вийшли в музичному магазині Rock Band 20 квітня 2010 року.
Санчес заявив, що після того, як сага Coheed and Cambria була повністю задокументована в перших п'яти альбомах гурту, він розмірковує над напрямком майбутніх релізів. «Я думав про те, щоб розповісти історії майбутнього та минулого, можливо, більше заглибитися в історію Сіріуса Аморі (sic – Sirius Amory у розповідях), того, хто розкрив цінність Keywork» — сказав він. — «Або навіть історії, які певним чином паралельні тій, що ми вже розповідаємо. Це поки що не визначено. Я вже почав писати музику для наступного альбому, і сподіваюся, що в процесі вона сама підкаже, який шлях обрати».
10 липня 2011 року басист Майкл Тодд був заарештований і взятий під варту в поліції в Еттлборо, штат Массачусетс, за звинуваченням у збройному пограбуванні. Уес Стайлз виступив як тимчасова заміна для решти концертів. 4 серпня 2011 року Тодд і гурт розійшлися за спільним рішенням.
Гурт записав кавер на пісню ZZ Top «Beer Drinkers & Hell Raisers» для триб'ют-альбому A Tribute from Friends, а пісня «Deranged» вийшла як саундтрек до відеогри Batman: Arkham City 18 жовтня 2011 року.

### Зміна складу таThe Afterman(2011–2014)
Клаудіо оголосив на New York Comic Con на «Radio.com» у жовтні 2011 року, що майбутній альбом написаний і що записи почнуться в листопаді. Він також підтвердив, що гурт продовжує писати музику за сюжетною лінією Amory Wars, і натякнув, що шанувальники будуть здивовані тим, який персонаж фігуруватиме у новому альбомі.
У листопаді 2011 року Кріс Пенні залишив гурт за взаємною згодою через творчі розбіжності. Через два тижні Пенні змінив колишній барабанщик гурту Джош Еппард, а наступного квітня гурт оголосив через соціальні мережі, що їх заміною стане Зак Купер, який раніше був учасником гурту AM to AM. Згідно з інтерв'ю з Купером, менеджер Coheed Блейз Джеймс «зателефонував» Куперу на прослуховування на бас-гітару, спираючись на особисту рекомендацію.
У червні гурт завершила запис шостого студійного альбому на Applehead Studios. Наступного місяця Coheed оголосили на своєму веб-сайті, що майбутній альбом буде подвійним під назвою «The Afterman». Перша частина під назвою The Afterman: Ascension вийшла 9 жовтня 2012 року, а друга під назвою The Afterman: Descension вийшла 5 лютого 2013 року. Він був створений Coheed and Cambria спільно з Майклом Бірнбаумом і Крісом Біттнером. «The Afterman» розповідає історію Сіріуса Еморі, тезки концепта, коли він досліджує джерело енергії, що зберігає разом Ключову роботу (78 світів, у яких розгортається дія The Amory Wars) і виявляє, що це насправді загробне життя для душ покійних. Того ж місяця Клаудіо оголосив на Comic-Con у Сан-Дієго, що продюсери Entourage Марк Уолберг і Стівен Левінсон розроблятимуть його серію коміксів «Війни Аморі» у повнометражний бойовик. У вересні 2019 року Санчес повідомив, що угода Уолберга на продюсування проєкту закінчилася.
28 серпня 2012 року гурт випустив музичний кліп на «Key Entity Extraction I: Domino the Destitute», перший сингл із The Afterman: Ascension, на своєму каналі Vevo, який набрав понад мільйон переглядів. За два тижні до виходу альбому гурт представив студійну версію титульного треку «The Afterman» на Rolling Stone. Пізніше на цей трек зняли друге відео з альбому. У 2013 році гурт випустив відео «Dark Side of Me» і «Number City» з The Afterman: Descension.
18 серпня 2014 року в статті на Billboard.com стало відомо, що Coheed and Cambria планують випустити оновлену версію In Keeping Secrets of Silent Earth: 3 21 жовтня, включно з деякими запитаннями в інтерв’ю про те, чому вони випускають її, і прем’єрою оновленої версії синглу «A Favor House Atlantic» з цього альбому.
25 серпня 2014 року відео, на якому Клаудіо грає нову пісню під назвою «Atlas», було завантажено на YouTube-канал гурту.
У вересні та жовтні 2014 року Coheed and Cambria вирушили в тур із Thank You Scientist, зігравши In Keeping Secrets of Silent Earth: 3 повністю у відповідності з його ремастерингом. У лютому 2015 року на BBC Radio 1 було оголошено, що гурт виступатиме з піснею «In Keeping Secrets of Silent Earth: 3» на фестивалі Hevy Fest у Порт-Лімпні, Кент, Англія.

### The Color Before the Sun(2015–2017)

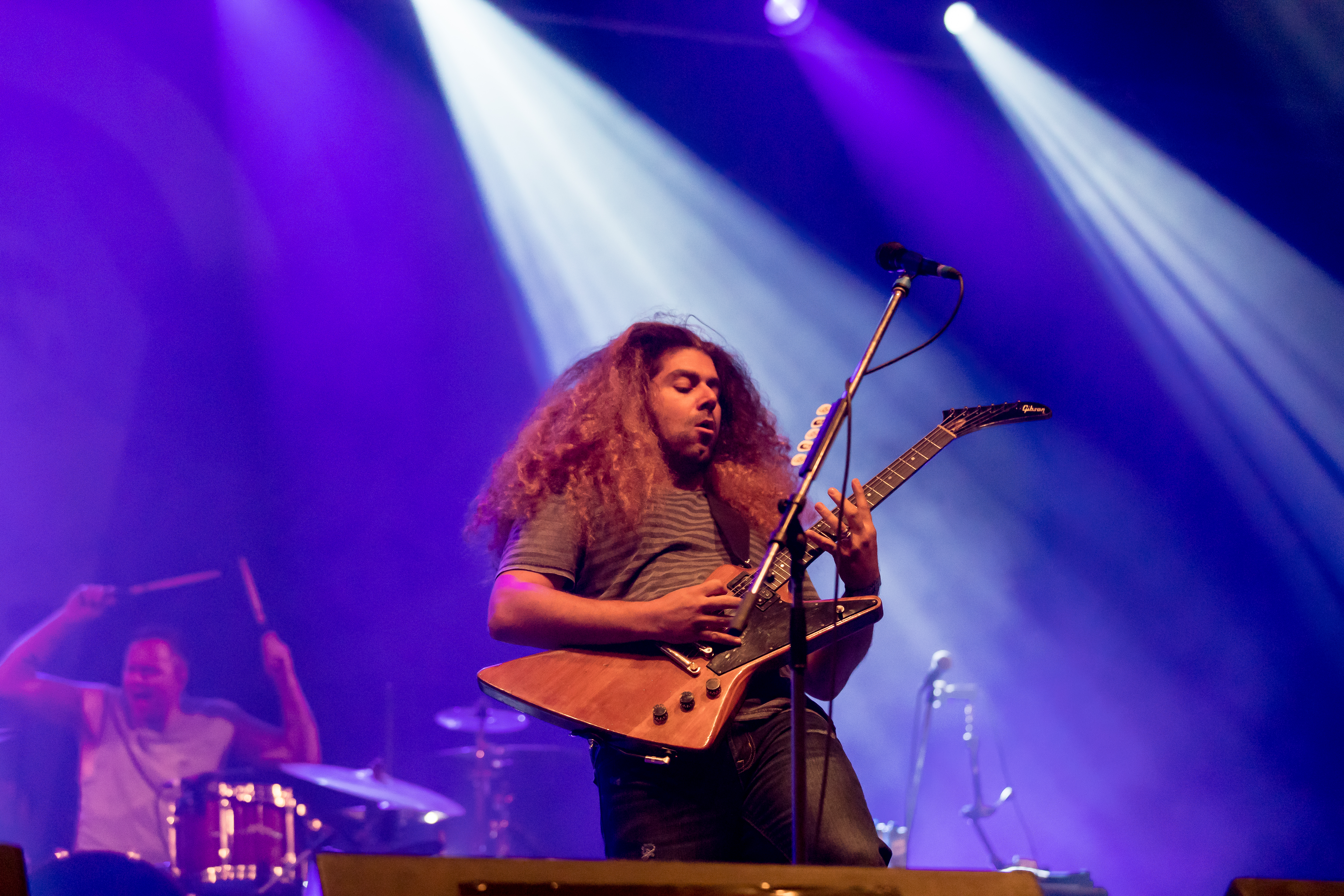
Coheed and Cambria виступають наживо на Summer Breeze Open Air у 2016 році

В інтерв'ю з Клаудіо Санчесом він заявив, що сподівається увійти з Coheed and Cambria в студію протягом січня 2015 року для випуску навесні або влітку.
Восьмий альбом гурту The Color Before the Sun вийшов 16 жовтня 2015 року. Це перший альбом гурту, не пов'язаний із сюжетною лінією The Amory Wars. Натомість альбом відображає останні події в житті Санчеса, зокрема переїзд із села до міста, його дитину на ім'я Атлас (студійна версія однойменної пісні якого міститься в альбомі), серед інших. Перший сингл альбому «You Got Spirit, Kid» вийшов 10 липня 2015 року. Другий сингл, «Here to Mars», вийшов 3 вересня 2015 року.
На початку 2016 року гурт вирушив в тур по США з Glassjaw, I the Mighty і Silver Snakes і в кінці 2016 року в тур по США з Saves the Day і Polyphia.
19 серпня 2016 року гурт випустив версію альбому Deconstructed, яка включає демо треків, а також концертні записи.

### Vaxis – Act I: The Unheavenly Creatures(2018–2020)
20 лютого 2018 року гурт оголосив про літній тур із Taking Back Sunday і The Story So Far.
5 квітня 2018 року було оголошено, що гурт підписав контракт із Roadrunner Records, і випустив тизер нового альбому. Гурт вирішив зробити прем’єру нової пісні після виступу в клубі Chameleon у Ланкастері, штат Пенсільванія, 5 травня 2018 року. Після того, як відео з піснею стало вірусним серед шанувальників на YouTube, гурт вирішив провести прем’єру відео на нову пісню «The Dark Sentencer» разом із «Prologue» альбому (передісторія альбому) 31 травня 2018 року, всупереч плану промоції, встановленому лейблом Roadrunner Records. 22 червня 2018 року гурт оголосив про новий альбом Vaxis – Act I: The Unheavenly Creatures, який вийде 5 жовтня 2018 року. Він продовжує сюжетну лінію Amory Wars, за якою слідували перші сім альбомів гурту. Друга пісня альбому «Unheavenly Creatures» вийшла 28 червня. Третій сингл «The Gutter» вийшов 16 серпня. Четвертий, «Old Flames», вийшов 27 вересня. П'ятий, «Love Protocol», дебютував на BBC Radio 1 30 вересня.
На початку 2019 року гурт вирушив у тур із Maps &amp; Atlases . 12 лютого 2019 року гурт оголосив про турне The Unheavenly Skye Tour, яке озвучено разом із Mastodon і за участю спеціальних гостей Every Time I Die.
21 серпня 2020 року гурт випустив «Jessie's Girl 2», продовження пісні Ріка Спрінгфілда «Jessie's Girl» 1981 року, у записі якої фігурує сам Спрінгфілд. Пісня вийшла на червоному та синьому 7-дюймовому вінілі 4 вересня. Згідно зі статтею Entertainment Weekly, гурт розглядав можливість випустити цілий альбом під назвою Sequels, повністю з продовжень інших пісень.

### Vaxis – Act II: A Window of the Waking Mind(2021–2024)
На початку 2021 року гурт оголосив про спільний тур з The Used. 21 липня 2021 року вони випустили головний сингл «Shoulders» зі свого десятого студійного альбому. Альбом продовжує сагу Amory Wars "Vaxis" із попереднього альбому, хоча фронтмен Клаудіо Санчес зазначив, що частина історії все ще змінюється, оскільки деякі сюжетні моменти здавалися недоречними після пандемії COVID-19, як-от пісня під назвою «Hallelujah Quarantine», написана до пандемії, зосереджена навколо «свята під назвою Карантин. Це майже як котильйон, де молодь приходить на вечірку та вирішує свою долю, але насправді ця організація просто бере цих молодих дітей, щоб використовувати їх як банки крові». 10 листопада 2021 року гурт випустив другий сингл свого нового альбому «Rise, Naianasha (Cut the Cord)». У грудні 2021 року гурт оголосив про тур The Great Destroyer Tour із Sheer Mag, який відбувся в лютому та березні 2022 року. У січні 2022 року гурт оголосив назву та трек-лист свого десятого альбому: Vaxis – Act II: A Window of the Waking Mind, який вийшо 24 червня 2022 року і викликав схвальні відгуки критиків. Третій сингл «The Liars Club» вийшов 22 лютого 2022 року. Наступного дня гурт оголосив про тур A Window of the Waking Mind Tour із Dance Gavin Dance та Mothica. Четвертий сингл «Comatose» вийшов 18 травня 2022 року, і гурт опублікував дати європейського туру з Thrice і Touché Amoré. Через звинувачення в сексуальному насильстві проти співака Dance Gavin Dance Тіліана Пірсона та його відхід з гурту, Alkaline Trio замінив Dance Gavin Dance у турі A Window of the Waking Mind. 24 січня 2023 року гурт оголосив про тур Neverender: No World for the Waking Mind Tour із Deafheaven. 6 лютого 2024 року гурт оголосив про тур на підтримку Incubus, а 20 лютого оголосив про спільний тур із Primus. 8 травня 2024 року гурт випустив нову пісню «The Joke», трек, вирізаний з Vaxis – Act II.

### Одинадцятий студійний альбом (з 2024)
12 липня 2024 року відбулася прем’єра нової пісні гурту «Blind Side Sonny» під час туру. Вони випустили кліп на пісню 2 жовтня 2024 року.

## Музичний стиль і впливи
Санчес кілька разів заявляв, що заздрить музичній епосі свого батька, і що на гурт вплинули гурти тієї епохи як-от Led Zeppelin, Pink Floyd, The Police, Queen і Thin Lizzy. Окрім цих витоків, Санчес також визнає еклектичний набір впливів, включаючи постхардкорний гурт At the Drive-In та першопрохідців хеві-металу Iron Maiden. Одним із найбільших впливів на Coheed and Cambria був альтернативний метал-гурт Faith No More. Перш ніж заснувати гурт, Санчес і Стівер роздобули їхню платівку Angel Dust 1992 року, про яку Стівер стверджував, що вона «показала [їм] світло», і пізніше вони також постійно слухали наступні записи, як-от King for a Day і Album of the Year. Стівер також зазначив: «Є багато пісень, які ми створили протягом багатьох років і які мали гітарну партію чи вокальну мелодію, про які я скажу: „Чорт забирай, це вплив Faith No More“». Всупереч чуткам, басист Майкл Тодд заявив, що гурт не зазнав впливу Saga і що він ніколи не чув про цей гурт. Багато хто вбачав схожість між Rush і Coheed and Cambria, але Джош Еппард заявив в інтерв'ю, що ні він, ні інші учасники гурту не були «великими» фанатами Rush. Пізніше Клаудіо заявив, що після цих порівнянь став більш критично ставитися до альбомів Rush. Також згадується вплив панк-року, особливо Misfits і Bad Brains. Доктор Ноу з Bad Brains грає гітарне соло на треку «Time Consumer» з Second Stage Turbine Blade. Ранній гурт Санчеса і Стівера Toxic Parents мав багато спільного з Jane's Addiction і Misfits. Санчес заявив, що «Війни Аморі», історія, на якій Coheed and Cambria базують свої тексти, має схожість з іншими історіями, особливо з трилогією «Зоряних війн». Наприклад, коли персонаж Кохід повертається додому до своєї дружини Кембрії, вона каже: «Якимось чином я завжди знала», — слова, які принцеса Лея сказала Люку Скайвокеру в «Зоряні війни: Поверненні джедая».

### Жанр
Equal Vision, Spin, і AllMusic описують стиль гурту як прогресивний рок. Такі пісні, як «Blood Red Summer» і «Three Evils (Embodied in Love and Shadow)», були відзначені в багатьох рецензіях на гурт, також містять кілька елементів попмузики, про що свідчить одна рецензія Sputnikmusic, у якій сказано: «Coheed and Cambria вдається дати нове життя жанру, що вмирає, і змішати стандартну схему поппанку з креативними та оригінальними рифами». Гурт також описували як альтернативний рок, новий прог, прогресивний метал, емо, постхардкор та альтернативний метал.

## Склад гурту
| Поточний склад - Клаудіо Санчез – вокал (з 1995), клавішні (з 2003), гітара (з 1995), бек-вокал (1995) - Тревіс Стівер – гітара (1995, з 1999), бек-вокал (з 1999), вокал (1995) - Джош Еппард – барабани, бек-вокал, клавішні (2000–2006, з 2011) - Зак Купер – бас, бек-вокал (з 2012) | Колишні учасники - Джон Карлео – бас (1995–1996) - Нейт Келлі – барабани, бек-вокал (1995–2000) - Майкл Тодд – бас, бек-вокал (1996–2006, 2007–2011) - Кріс Пенні – барабани (2007–2011) | Колишні гастрольні учасники - Дейв Паркер – клавішні (2005–2006) - Метт Вільямс – бас (2006–2007) - Майкл Петрак – барабани (2006–2007) - Келлі Фот – бек-вокал (2007–2010) - Галина Ларссон – бек-вокал (2007–2010) - Вес Стайлз – клавішні (2007–2010), бас (2011) Сесійні музиканти - Тейлор Гокінз – барабани (2007) |

## Дискографія
- The Second Stage Turbine Blade (2002)
- In Keeping Secrets of Silent Earth: 3 (2003)
- Good Apollo, I'm Burning Star IV, Volume One: From Fear Through the Eyes of Madness (2005)
- Good Apollo, I'm Burning Star IV, Volume Two: No World for Tomorrow (2007)
- Year of the Black Rainbow (2010)
- The Afterman: Ascension (2012)
- The Afterman: Descension (2013)
- The Color Before the Sun (2015)
- Vaxis – Act I: The Unheavenly Creatures (2018)
- Vaxis – Act II: A Window of the Waking Mind (2022)
- Vaxis – Act III: The Father of Make Believe (2025)

## Нагороди
| Рік  | Нагорода                        | Категорія                                                                                              |
| ---- | ------------------------------- | --- |
| 2004 | MTVU Woodie Award               | Soundtrack of My Life Woodie (найкращий альбом) (In Keeping Secrets of Silent Earth: 3)                |
| 2004 | MTVU Woodie Award               | The Road Woodie (найкращий виступ наживо)                                                              |
| 2006 | Metal Hammer Golden Gods Awards | Найкращий альбом (Good Apollo, I'm Burning Star IV, Volume One: From Fear Through the Eyes of Madness) |
| 2008 | Kerrang! Awards                 | Найкращий музичний кліп ("Feathers")                                                                   |
| 2010 | MTV Musical March Madness       | Championship Title                                                                                     |